# Who’s the Boss?
Who's the Boss? – amerykański serial komediowy na licencji Sony Pictures Television, emitowany w latach 1984–1992. Serial został stworzony przez Martina Cohana i Blake'a Huntera. Na podstawie serialu powstał polski serial pt. I kto tu rządzi?.
Światowa premiera serialu miała miejsce 20 września 1984 roku na antenie ABC. Ostatni odcinek został wyemitowany 25 kwietnia 1992 roku.

## Obsada
- Tony Danza jako Tony Micelli
- Judith Light jako Angela Bower
- Alyssa Milano jako Samantha Micelli
- Danny Pintauro jako Jonathan Bower
- Katherine Helmond jako Mona Robinson